# لیتل لیور

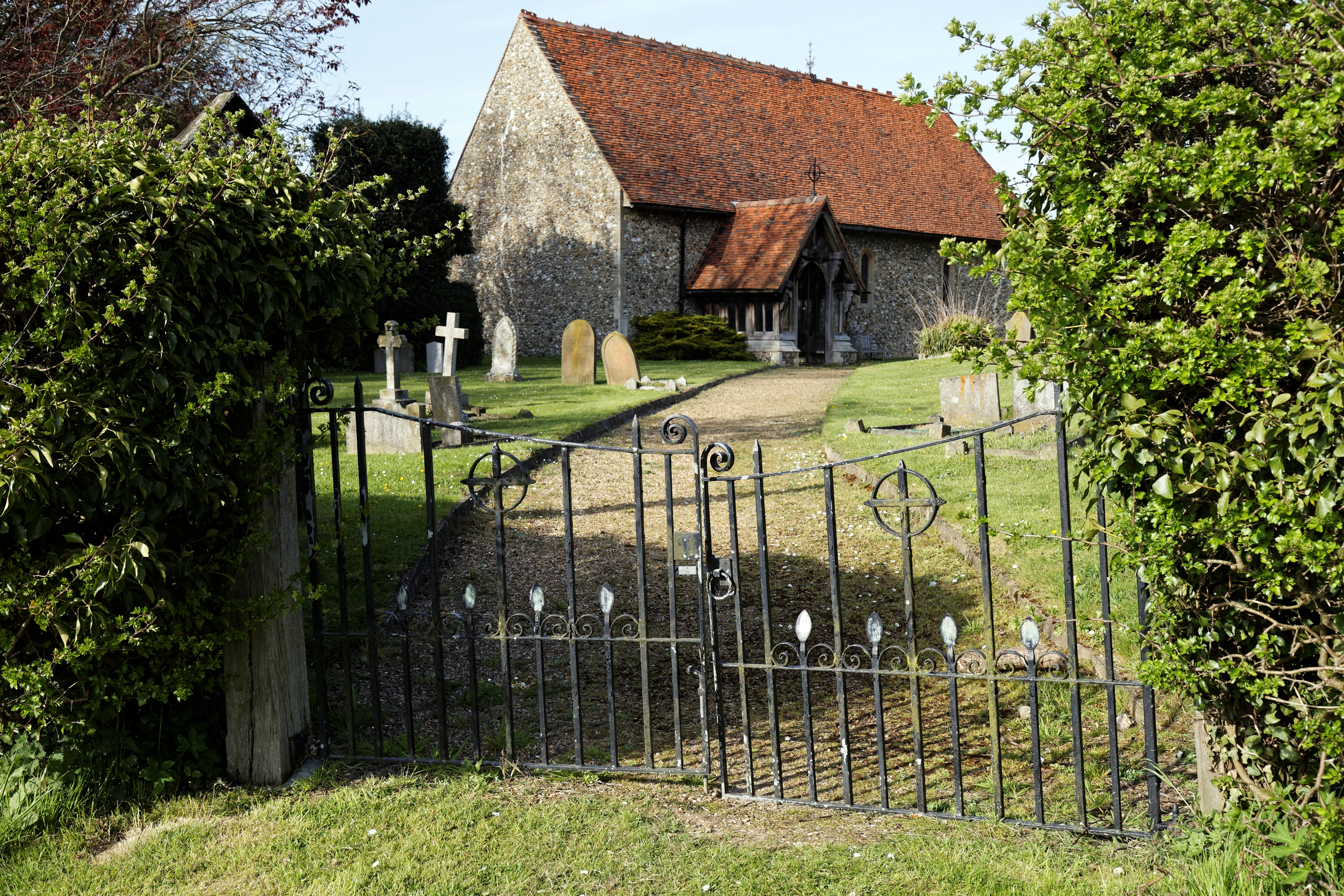
تصویری از لیتل لیور

لیتل لیور (به انگلیسی: Little Laver) یک محله مدنی و روستا در بریتانیا است که در Epping Forest واقع شده‌است.